# IC 4560
IC 4560 је лентикуларна галаксија у сазвјежђу Волар која се налази на листи објеката дубоког неба у Индекс каталогу.
Деклинација објекта је + 39° 48' 53" а ректасцензија 15h 35m 54,0s. Привидна величина (магнитуда) објекта IC 4560 износи 15,7 а фотографска магнитуда 16,7. IC 4560 је још познат и под ознакама NPM1G +39.0382, PGC 214393.